# Star Harbor
Star Harbor è un centro abitato degli Stati Uniti d'America situato nella contea di Henderson dello Stato del Texas.
La popolazione era di 444 persone al censimento del 2010.

## Geografia fisica
Star Harbor è situata a 32°11′26″N 96°03′13″W (32.190669, -96.053493).
Secondo lo United States Census Bureau, ha un'area totale di 0,6 miglia quadrate (1,6 km²), di cui 0,5 miglia quadrate (1,3 km²) di terreno e 0,1 miglia quadrate (0,26 km², 10.91%) d'acqua.

## Società

### Evoluzione demografica
Secondo il censimento del 2000, c'erano 416 persone, 200 nuclei familiari e 159 famiglie residenti nella città. La densità di popolazione era di 843,0 persone per miglio quadrato (327,8/km²). C'erano 268 unità abitative a una densità media di 543,1 per miglio quadrato (211,2/km²). La composizione etnica della città era formata dal 97,60% di bianchi, l'1,20% di afroamericani, e l'1,20% di due o più etnie. Ispanici o latinos di qualunque razza erano l'1,68% della popolazione.
C'erano 200 nuclei familiari di cui l'8,5% aveva figli di età inferiore ai 18 anni, il 75,0% aveva coppie sposate conviventi, il 3,5% aveva un capofamiglia femmina senza marito, e il 20,5% erano non-famiglie. Il 19,0% di tutti i nuclei familiari erano individuali e il 13,5% aveva componenti con un'età di 65 anni o più che vivevano da soli. Il numero di componenti medio di un nucleo familiare era di 2,08 e quello di una famiglia era di 2,30.
La popolazione era composta dall'8,7% di persone sotto i 18 anni, il 2,4% di persone dai 18 ai 24 anni, il 10,6% di persone dai 25 ai 44 anni, il 34,6% di persone dai 45 ai 64 anni, e il 43,8% di persone di 65 anni o più. L'età media era di 63 anni. Per ogni 100 femmine c'erano 96,2 maschi. Per ogni 100 femmine dai 18 anni in giù, c'erano 97,9 maschi.
Il reddito medio di un nucleo familiare era di 55.682 dollari e quello di una famiglia era di 55.455 dollari. I maschi avevano un reddito medio di 61.923 dollari contro i 17.250 dollari delle femmine. Il reddito pro capite era di 30.845 dollari. Nessuno era sotto la soglia di povertà.